# 해군특수전사령부
해군특수전사령부(United States Nay Special Warfare Command (NSW))는 미국 해군의 특수부대 사령부이다.
1987년 4월 16일, 사령부는 콜로라도주 샌디에고에 있는 콜로라도 해군상륙기지에서 창설되었다.

## 개요
해군특수전대원들은 SEALs, 특수전전투선박승무원(SWCC) 승무원, 특수상륙수색의무관(SARC), EOD, Enablers (기술)들로 분류된다. 그들은 제2차 세계 대전에서 활약한 순찰기습대(Scouts and Raiders), 해군 전투폭파대(Combatant Demolition Unit), OSS 작전수영수(Operational Swimmers), 수중폭파대, 고속어뢰정전대(Motor Torpedo Boat Squadron (MTBRon))에서 유래한다.
NSWC에는 약 1만 1천명의 군인과 민간인 군무원들이 근무하고 있으며, 해병특수작전사령부(MARSOC) 사령관과 똑같이 2성 장군인 Rear Admiral이 사령관으로 임명된다.

## 부대

### 현재
- 해군특수전센터
  - 초급훈련소

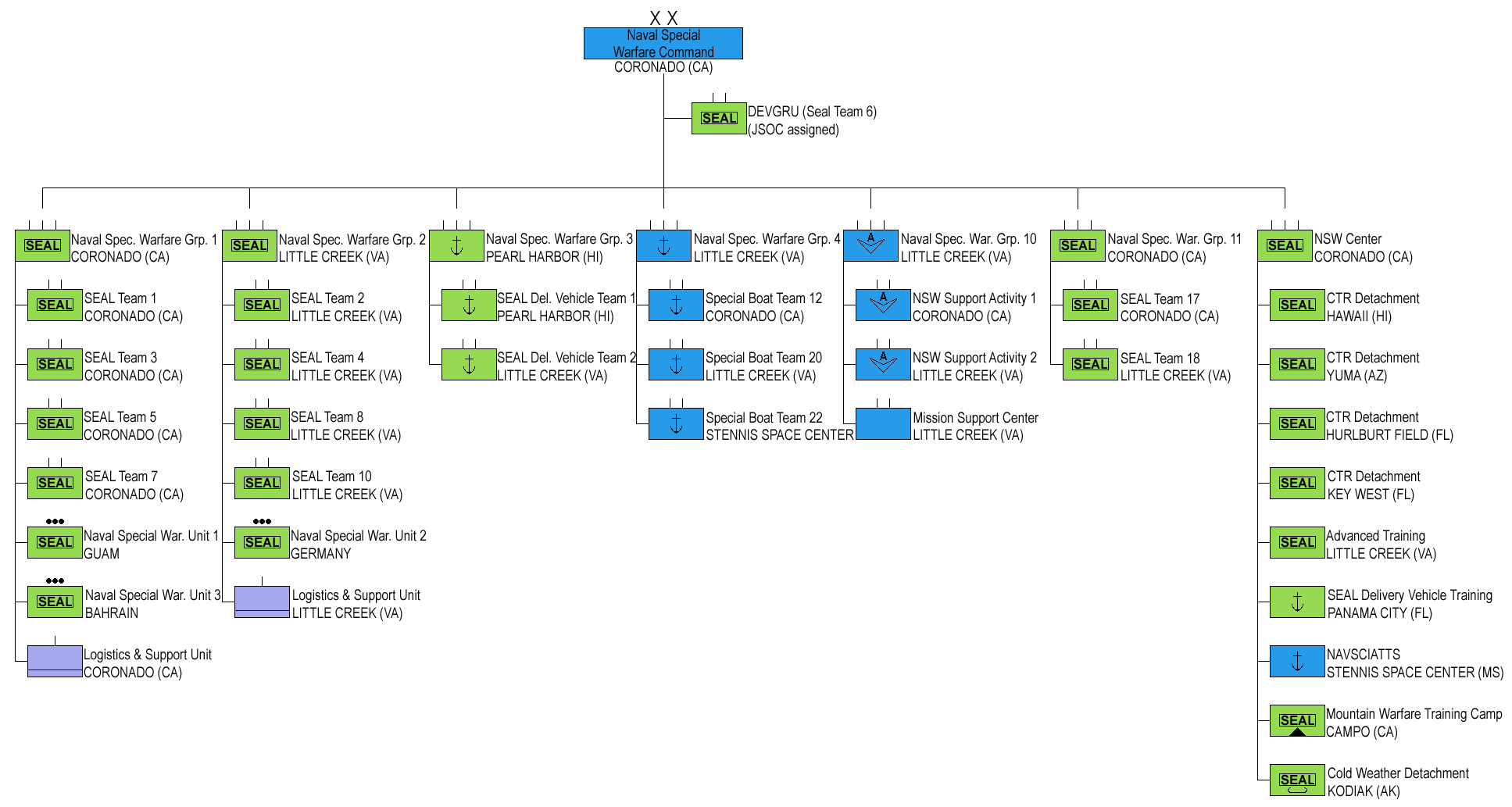
2009년-2021년

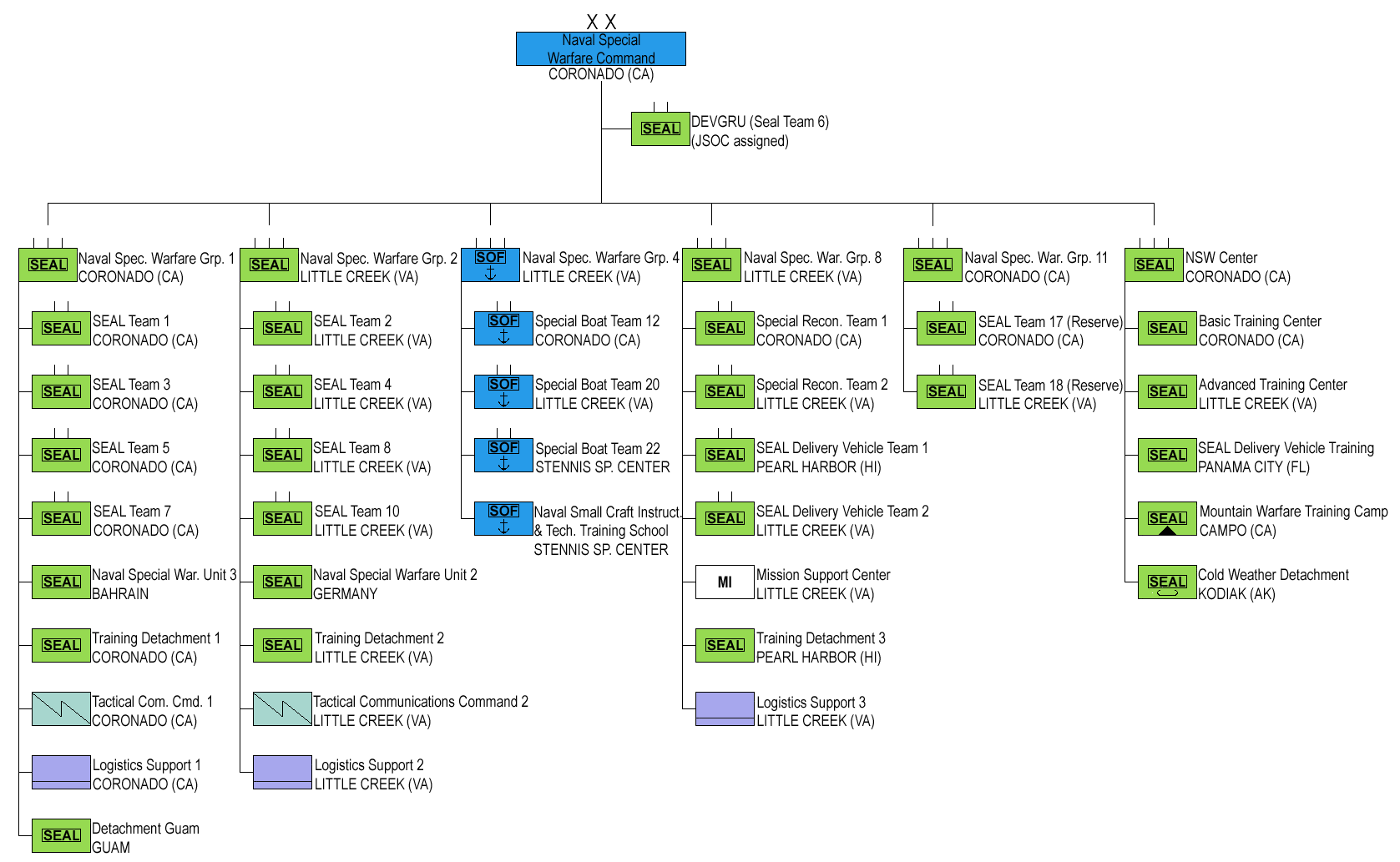
2021년 이후

  - 고급훈련소 - 버지니아주 리틀크리크 합동원정기지
  - 마이클 몬서 산악전훈련캠프(영어판)
  - SEAL 장비배송훈련소
  - 코디악 해군특수전한냉기후분견대
- 제1해군특수전단 (서해안 SEAL) - 캘리포니아주 콜로라도 해군상륙기지
  - SEAL 1팀
  - SEAL 3팀
  - SEAL 5팀
  - SEAL 7팀
  - 제3해군특수전부대 (NSW-3)
  - 괌 분견대
  - 제1전술통신사령부
  - 제1군수지원부대
- 제2해군특수전단 (동해안 SEAL) - 버지니아주 리틀크리크 합동원정기지
  - SEAL 2팀
  - SEAL 4팀
  - SEAL 8팀
  - SEAL 10팀
  - 제3해군특수전부대 (NSW-2)
  - 제4해군특수전부대 (NSW-4)
  - 제10해군특수전부대 (NSW-10)
  - 제2전술통신사령부
  - 제2군수지원부대
- 제4해군특수전단 - 버지니아주 리틀크리크 합동원정기지
  - 제12특수선박팀 (SBT-12)
  - 제20특수선박팀 (SBT-20)
  - 제22특수선박팀 (SBT-22)
  - 해군소형선박교관기술훈련학교 (NAVSCIATTS)
- 제8해군특수전단 - 버지니아주 리틀크리크 합동원정기지
  - 제1장비배송팀 (SDVT-1)
  - 제2장비배송팀 (SDVT-2)
  - 제1특수수색팀 (SRT-1)
  - 제2특수수색팀 (SRT-2)
  - 임무지원센터
  - 제3훈련분견대
  - 제3군수지원부대
- 제11해군특수전단 - 캘리포니아 콜로라도 해군상륙기지
  - SEAL 17팀 (예비군)
  - SEAL 18팀 (예비군)
- 해군특수전개발단 (JSOC) - 버지니아주 NAS 오세아나

### 이전
- 제3해군특수전단(영어판), 2021년 해산
  - SDV 제1분견대
- 제10해군특수전단, 2011년 5월 25일 ~ 2021년 해산
  - 제1지원처
  - 제2지원처
  - 문화대응부대 (Cultural Engagement Unit)

## 같이 보기
- 해군 특수전전단

## 참고
1. ↑  FactBook 2023, 14쪽

- “Fact Book 2023” (PDF) (영어). USSOCOM Office of Communication. 2023년 5월 13일에 확인함.